# Brandnetelfamilie
De brandnetelfamilie (Urticaceae) is een familie van bedektzadigen. In Nederland is de bekendste vertegenwoordiger de brandnetel.
In het hier gehanteerde APG II-systeem (2003) is de familie aanmerkelijk uitgebreid. In de nieuwe samenstelling zijn de leden van de familie kruiden, lage heesters, lianen en soms bomen. De familie komt wereldwijd voor, maar vooral in de tropen: ze telt meer dan 2600 soorten in ruim 50 geslachten, met als belangrijkste:
- Boehmeria
- Cecropia
- Coussapoa
- Elatostema
- Parietaria
- Pilea
- Urtica
- Dendrocnide

In Nederland komen van nature vier soorten voor:
- grote brandnetel (Urtica dioica)
- kleine brandnetel (Urtica urens)
- groot glaskruid (Parietaria officinalis)
- klein glaskruid (Parietaria judaica)

met daarnaast het verwilderde
- slaapkamergeluk (Soleirolia soleirolii).

Van economisch belang is ramie (Boehmeria nivea) uit oostelijk Azië, al meer dan 6000 jaar in gebruik als producent van vezel.
In het Cronquist-systeem (1981) werd de familie in de orde Urticales geplaatst. Het APG II-systeem (2003) plaatst de brandnetelfamilie in de orde Rosales.